# محمد الالویسیو
محمد الالویسیو (انگلیسی: Mohamed Aloisio؛ زادهٔ ۲۵ مارس ۱۹۷۹) بازیکن فوتبال اهل مراکش است.
از باشگاه‌هایی که در آن بازی کرده‌است می‌توان به باشگاه فوتبال فوئنلابرادا اشاره کرد.